# Annie's Song
Annie's Song is een nummer van de Amerikaanse singer-songwriter John Denver. Het nummer verscheen op zijn album Back Home Again uit 1974. Op 1 juni van dat jaar werd het nummer uitgebracht als de eerste single van het album.

## Achtergrond
Denver schreef "Annie's Song" als ode aan zijn toenmalige vrouw, Annie Martell Denver. Hij schreef het nummer in 1973 "in ongeveer tien en een halve minuut op een dag in een skilift" naar de top van Ajax Mountain in Aspen, aangezien de schoonheid van de natuur hem aan zijn vrouw deed denken. Annie zei hierover: "Het werd geschreven nadat John en ik een net vrij intense tijd achter de rug hadden en dingen waren eindelijk goed voor ons. Hij ging weg om te skiën en hij kwam aan bij de Ajax-stoel op de berg in Aspen en het nummer kwam zomaar in hem op. Hij skiede naar beneden en hij kwam thuis en hij schreef het op... Oorspronkelijk was het een liefdesliedje en ik kreeg het via hem, maar voor hem werd het een soort gebed."
"Annie's Song" werd, na zijn voorgaande single "Sunshine on My Shoulders", de tweede nummer 1-hit van Denver in zowel de Verenigde Staten als Canada. Opmerkelijk genoeg was het zijn enige grote hit in het Verenigd Koninkrijk, waar het eveneens de eerste positie behaalde. De meeste Amerikaanse hits van Denver waren wel bekend in het land, alhoewel dit vooral het geval was omdat deze door andere artiesten gecoverd waren. In Nederland werd het nummer in 1976 uitgebracht, na het succes van de single "Calypso", en behaalde de tiende plaats in de Nederlandse Top 40.

## Hitnoteringen

### Nederlandse Top 40
| Hitnotering: 28-02-1976 t/m 10-04-1976 | Hitnotering: 28-02-1976 t/m 10-04-1976 | Hitnotering: 28-02-1976 t/m 10-04-1976 | Hitnotering: 28-02-1976 t/m 10-04-1976 | Hitnotering: 28-02-1976 t/m 10-04-1976 | Hitnotering: 28-02-1976 t/m 10-04-1976 | Hitnotering: 28-02-1976 t/m 10-04-1976 | Hitnotering: 28-02-1976 t/m 10-04-1976 | Hitnotering: 28-02-1976 t/m 10-04-1976 |
| Week                                   | 1                                      | 2                                      | 3                                      | 4                                      | 5                                      | 6                                      | 7                                      |                                        |
| -------------------------------------- | -------------------------------------- | -------------------------------------- | -------------------------------------- | -------------------------------------- | -------------------------------------- | -------------------------------------- | -------------------------------------- | -------------------------------------- |
| Nummer                                 | 28                                     | 18                                     | 13                                     | 10                                     | 16                                     | 27                                     | 37                                     | uit                                    |

### Nationale Hitparade
| Hitnotering: 28-02-1976 t/m 27-03-1976 | Hitnotering: 28-02-1976 t/m 27-03-1976 | Hitnotering: 28-02-1976 t/m 27-03-1976 | Hitnotering: 28-02-1976 t/m 27-03-1976 | Hitnotering: 28-02-1976 t/m 27-03-1976 | Hitnotering: 28-02-1976 t/m 27-03-1976 | Hitnotering: 28-02-1976 t/m 27-03-1976 |
| Week                                   | 1                                      | 2                                      | 3                                      | 4                                      | 5                                      |                                        |
| -------------------------------------- | -------------------------------------- | -------------------------------------- | -------------------------------------- | -------------------------------------- | -------------------------------------- | -------------------------------------- |
| Positie                                | 24                                     | 12                                     | 25                                     | 25                                     | 27                                     | uit                                    |

### NPO Radio 2 Top 2000
| Nummer met noteringen in de NPO Radio 2 Top 2000 | '99 | '00 | '01 | '02 | '03 | '04 | '05 | '06 | '07 | '08 | '09 | '10 | '11 | '12 | '13 | '14 | '15 | '16 | '17 | '18 | '19 | '20 | '21 | '22 | '23 | '24 |
| ------------------------------------------------ | --- | --- | --- | --- | --- | --- | --- | --- | --- | --- | --- | --- | --- | --- | --- | --- | --- | --- | --- | --- | --- | --- | --- | --- | --- | --- |
| Annie's Song                                     | 574 | 400 | 637 | 654 | 647 | 648 | 538 | 566 | 582 | 575 | 652 | 644 | 597 | 488 | 504 | 726 | 646 | 510 | 522 | 525 | 467 | 460 | 415 | 450 | 443 | 461 |

1. ↑  Een vetgedrukt getal geeft de hoogste notering aan.

### Evergreen Top 1000
| Evergreen Top 1000 | Evergreen Top 1000 | Evergreen Top 1000 | Evergreen Top 1000 | Evergreen Top 1000 | Evergreen Top 1000 | Evergreen Top 1000 | Evergreen Top 1000 | Evergreen Top 1000 | Evergreen Top 1000 | Evergreen Top 1000 | Evergreen Top 1000 | Evergreen Top 1000 | Evergreen Top 1000 | Evergreen Top 1000 | Evergreen Top 1000 | Evergreen Top 1000 |
| Jaar               | 2008               | 2009               | 2010               | 2011               | 2012               | 2013               | 2014               | 2015               | 2016               | 2017               | 2018               | 2019               | 2020               | 2021               | 2022               | 2023               |
| ------------------ | ------------------ | ------------------ | ------------------ | ------------------ | ------------------ | ------------------ | ------------------ | ------------------ | ------------------ | ------------------ | ------------------ | ------------------ | ------------------ | ------------------ | ------------------ | ------------------ |
| Positie            | 162                | 251                | 248                | 248                | 275                | 127                | 169                | 185                | 148                | 144                | 119                | 133                | 113                | 133                | 124                | 127                |